# Título de especialista
O título de especialista, é um título atribuído pelas instituições de ensino superior politécnico portuguesas que comprova a qualidade e a especial relevância do currículo profissional numa determinada área para efeitos da composição do corpo docente das instituições de ensino superior e para a carreira docente do ensino superior politécnico.
Este título não se confunde nem se substitui aos títulos de especialista atribuídos pelas associações públicas profissionais.

## Criação e regulamentação
O título de especialista foi criado pelo artigo 48.º da Lei n.º 62/2007, de 10 de Setembro (Regime Jurídico das Instituições de Ensino Superior), e regulado pelo Decreto-Lei n.º 206/2009, de 31 de Agosto.

## Atribuição
O título de especialista é atribuído mediante a aprovação em provas públicas constituídas:
- Pela apreciação e discussão do currículo profissional do candidato;
- Pela apresentação, apreciação crítica e discussão de um trabalho de natureza profissional no âmbito da área em que são prestadas as provas, preferencialmente sobre um trabalho ou obra constante do seu currículo profissional.